# Hansa-Brandenburg W.16
Hansa-Brandenburg W.16 – niemiecki jednomiejscowy pływakowy wodnosamolot myśliwski w układzie dwupłatu z okresu I wojny światowej, zaprojektowany i zbudowany pod koniec 1916 roku w wytwórni Hansa-Brandenburg w Brandenburg an der Havel. Ze względu na niewielką tylko poprawę osiągów w stosunku do poprzednika, Hansa-Brandenburg KDW, W.16 pozostał na etapie prototypów.

## Historia i użycie

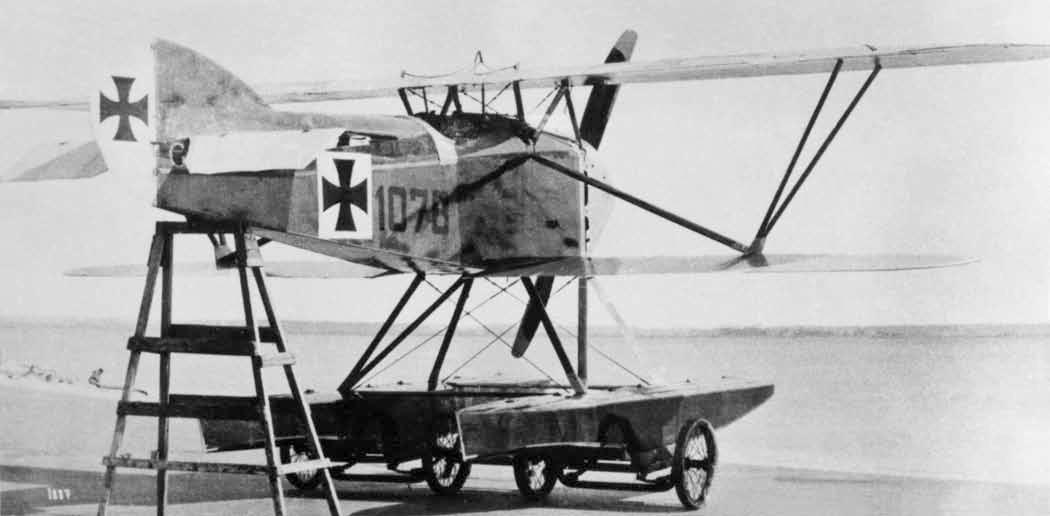
Hansa-Brandenburg W.16 nr 1078

Podczas I wojny światowej w wytwórni Hansa-Brandenburg w Brandenburg an der Havel powstały cztery projekty jednomiejscowych wodnosamolotów. Zaprojektowany przez Ernsta Heinkla i zbudowany w końcu 1916 roku model W.16 miał być ulepszonym następcą wodnosamolotu myśliwskiego Hansa-Brandenburg KDW i służyć do obrony baz morskich przed nalotami nieprzyjaciela. Zachowując rozmiary poprzednika, jako napęd zastosowano lżejszy silnik rotacyjny Oberursel U.III o mocy 118 kW (160 KM); zamieniono też ciężki „gwiazdowy” układ usztywnień międzypłatowych na lżejsze rozpórki w kształcie litery „V” z dodatkową rozpórką łączącą dolne skrzydło z kadłubem oraz zastosowano statecznik pionowy o większej powierzchni. Samolot miał klasyczną, drewnianą konstrukcję płatów i usterzenia z pokryciem płóciennym, z kadłubem i pływakami krytymi sklejką.
Zbudowano trzy prototypy samolotu Hansa-Brandenburg W.16, które otrzymały numery 1077–1079, nadane przez Kaiserliche Marine. Pierwszy z nich oblatano w lutym 1917 roku. Jak wynika z raportu z 15 maja 1917 roku wszystkie trzy egzemplarze W.16 znajdowały się w bazie lotnictwa morskiego w Warnemünde. Maszyna o numerze 1078 w listopadzie 1919 roku znajdowała się w zakładzie naprawczym w Hage. W zachowanych dziennikach wojennych nie znaleziono dotychczas żadnych zapisów dotyczących lotów tych samolotów.
Ostatecznie nie podjęto produkcji seryjnej tego modelu, ze względu na brak poprawy osiągów w stosunku do KDW (identyczna mimo mniejszej masy płatowca prędkość maksymalna i niższa prędkość wznoszenia na wysokościach powyżej 1000 metrów) oraz skonstruowanie udanego dwumiejscowego myśliwca Hansa-Brandenburg W.12.

## Opis konstrukcji i dane techniczne
Hansa-Brandenburg W.16 był jednomiejscowym, jednosilnikowym wodnosamolotem pływakowym w układzie dwupłatu. Długość samolotu wynosiła 7,35 metra, a jego wysokość 2,925 metra. Rozpiętość górnego płata wynosiła 9,25 metra, a dolnego 7,77 metra, zaś ich cięciwy odpowiednio 1,66 i 1,11 metra. Powierzchnia nośna wynosiła 21,35 m². Powierzchnia lotek wynosiła 1,45 m², sterów wysokości 1 m² i steru kierunku 0,4 m². Masa własna wynosiła 636 kg, zaś masa całkowita (startowa) 896 kg. 
Napęd stanowił chłodzony powietrzem 14-cylindrowy silnik rotacyjny Oberursel U.III o mocy 118 kW (160 KM). Prędkość maksymalna samolotu wynosiła 170 km/h. Maszyna osiągała wysokość 1000 metrów w czasie 5 minut, 1500 metrów w 8,2 minuty, 2000 metrów w 12,6 minuty, zaś na osiągnięcie 3000 metrów samolot potrzebował 27 minut. Długotrwałość lotu wynosiła około 2 godzin.
Myśliwiec uzbrojony był w dwa stałe zsynchronizowane karabiny maszynowe LMG 08/15 kalibru 7,92 mm.